# Ambandrika
Ambandrika is een plaats en commune in het oosten van Madagaskar, behorend tot het district Ambatondrazaka, dat gelegen is in de regio Alaotra-Mangoro. Tijdens een volkstelling in 2001 telde de plaats 7.024 inwoners.
De plaats biedt enkel lager onderwijs aan. 88 % van de bevolking werkt als landbouwer, 3 % houdt zich bezig met veeteelt en 3 % verdient zijn brood als visser. Het belangrijkste landbouwproduct is rijst; andere belangrijke producten zijn bonen, mais en tomaten. Verder is 6% actief in de dienstensector.